# Liste der Länderspiele der slowenischen Futsalnationalmannschaft der Frauen
Die nachfolgende Liste enthält alle Länderspiele der slowenischen Futsalnationalmannschaft der Frauen, die der Fußballverband von Slowenien, der Nogometna zveza Slovenije (NZS), im Jahr 2017 gegründet hat. Futsal ist die einzige von der FIFA anerkannte Variante des Hallenfußballs. Bisher wurden sieben Länderspiele ausgetragen.

## Länderspielübersicht
Legende
- Erg. = Ergebnis
- n. V. = nach Verlängerung
- i. S. = im Sechsmeterschießen
- abg. = Spielabbruch
- H = Heimspiel
- A = Auswärtsspiel
- * = Spiel auf neutralem Platz
- Hintergrundfarbe grün = Sieg
- Hintergrundfarbe gelb = Unentschieden
- Hintergrundfarbe rot = Niederlage

| Nr.                       | Datum      | Erg. | Gegner   |   | Austragungsort                                   | Anlass                                  | Bemerkungen |
| ------------------------- | ---------- | ---- | -------- | - | ------------------------------------------------ | --------------------------------------- | --- |
| 1                         | 14.05.2018 | 3:3  | Slowakei | A | Bratislava (SVK), Inter hala Pasienky            | Freundschaftsspiel                      | Erstes Auswärtsspiel Erstes Unentschieden Erstes Auswärtsunentschieden Höchstes Unentschieden Höchstes Auswärtsunentschieden Erstes Länderspiel gegen die Slowakei |
| 2                         | 15.05.2018 | 4:3  | Slowakei | A | Bratislava (SVK), Inter hala Pasienky            | Freundschaftsspiel                      | Erster Sieg Erster Auswärtssieg Höchster Sieg Höchster Auswärtssieg                                                                                                |
| 3                         | 25.08.2018 | 2:1  | Serbien  | H | Laško, Dvorana Tri lilije                        | Freundschaftsspiel                      | Erstes Heimspiel Erster Heimsieg Höchster Heimsieg Erstes Länderspiel gegen Serbien                                                                                |
| 4                         | 26.08.2018 | 2:2  | Serbien  | H | Laško, Dvorana Tri lilije                        | Freundschaftsspiel                      | Erstes Heimunentschieden Höchstes Heimunentschieden |
| 5                         | 12.09.2018 | 2:6  | Kroatien | A | Karlovac (CRO), Školska sportska dvorana Mladost | Europameisterschaft 2019- Qualifikation | Erste Niederlage Erste Auswärtsniederlage Höchste Niederlage Höchste Auswärtsniederlage Erstes Länderspiel gegen Kroatien                                          |
| 6                         | 13.09.2018 | 0:5  | Russland | * | Karlovac (CRO), Školska sportska dvorana Mladost | Europameisterschaft 2019- Qualifikation | Erstes Spiel auf neutralem Platz Erste Niederlage auf neutralem Platz Höchste Niederlage auf neutralem Platz Erstes Länderspiel gegen Russland                     |
| 7                         | 15.09.2018 | 1:5  | Schweden | * | Karlovac (CRO), Školska sportska dvorana Mladost | Europameisterschaft 2019- Qualifikation | Erstes Länderspiel gegen Schweden |
| Stand: 16. September 2018 |            |      |          |   |                                                  |                                         | |

## Statistik
In der Statistik werden nur die offiziellen Länderspiele berücksichtigt.
Legende
- Sp. = Spiele
- Sg. = Siege
- Uts. = Unentschieden
- Ndl. = Niederlagen
- Hintergrundfarbe grün = positive Bilanz
- Hintergrundfarbe gelb = ausgeglichene Bilanz
- Hintergrundfarbe rot = negative Bilanz

### Gegner
| Land     | Kontinentalverband | Sp. | Sg. | Uts. | Ndl. | Torverhältnis |
| -------- | ------------------ | --- | --- | ---- | ---- | ------------- |
| Kroatien | UEFA               | 1   | 0   | 0    | 1    | 2:6           |
| Russland | UEFA               | 1   | 0   | 0    | 1    | 0:5           |
| Schweden | UEFA               | 1   | 0   | 0    | 1    | 1:5           |
| Serbien  | UEFA               | 2   | 1   | 1    | 0    | 4:3           |
| Slowakei | UEFA               | 2   | 1   | 1    | 0    | 7:6           |
| Gesamt   | Gesamt             | 7   | 2   | 2    | 3    | 14:25         |

### Kontinentalverbände
| Kontinentalverband                 | Sp. | Sg. | Uts. | Ndl. | Torverhältnis |
| ---------------------------------- | --- | --- | ---- | ---- | ------------- |
| AFC (Asien)                        | 0   | 0   | 0    | 0    | 0:0           |
| CAF (Afrika)                       | 0   | 0   | 0    | 0    | 0:0           |
| CONCACAF (Nord- und Mittelamerika) | 0   | 0   | 0    | 0    | 0:0           |
| CONMEBOL (Südamerika)              | 0   | 0   | 0    | 0    | 0:0           |
| OFC (Ozeanien)                     | 0   | 0   | 0    | 0    | 0:0           |
| UEFA (Europa)                      | 7   | 2   | 2    | 3    | 14:25         |
| Gesamt                             | 7   | 2   | 2    | 3    | 14:25         |

### Anlässe
| Anlass                                   | Sp. | Sg. | Uts. | Ndl. | Torverhältnis |
| ---------------------------------------- | --- | --- | ---- | ---- | ------------- |
| Europameisterschaft-Qualifikationsspiele | 3   | 0   | 0    | 3    | 03:16         |
| Freundschaftsspiele                      | 4   | 2   | 2    | 0    | 11:90         |
| Gesamt                                   | 7   | 2   | 2    | 3    | 14:25         |

### Spielarten
| Spielart                       | Sp. | Sg. | Uts. | Ndl. | Torverhältnis |
| ------------------------------ | --- | --- | ---- | ---- | ------------- |
| Heimspiele (H)                 | 2   | 1   | 1    | 0    | 4:3           |
| Spiele auf neutralem Platz (*) | 2   | 0   | 0    | 2    | 01:10         |
| Auswärtsspiele (A)             | 3   | 1   | 1    | 1    | 09:12         |
| Gesamt                         | 7   | 2   | 2    | 3    | 14:25         |

### Austragungsorte
| Austragungsort | Land      | Sp. | Sg. | Uts. | Ndl. | Torverhältnis |
| -------------- | --------- | --- | --- | ---- | ---- | ------------- |
| Bratislava     | Slowakei  | 2   | 1   | 1    | 0    | 7:6           |
| Karlovac       | Kroatien  | 3   | 0   | 0    | 3    | 03:16         |
| Laško          | Slowenien | 2   | 1   | 1    | 0    | 4:3           |
| Gesamt         | Gesamt    | 7   | 2   | 2    | 3    | 14:25         |

### Spielergebnisse
|      | Gegentore | Gegentore | Gegentore | Gegentore | Gegentore | Gegentore | Gegentore |
| Tore | 0         | 1         | 2         | 3         | 4         | 5         | 6         |
| ---- | --------- | --------- | --------- | --------- | --------- | --------- | --------- |
| 0    | -         | -         | -         | -         | -         | 1         | -         |
| 1    | -         | -         | -         | -         | -         | 1         | -         |
| 2    | -         | 1         | 1         | -         | -         | -         | 1         |
| 3    | -         | -         | -         | 1         | -         | -         | -         |
| 4    | -         | -         | -         | 1         | -         | -         | -         |